# Хокон Ярл
Хокон Ярл наречен Могъщия (на норвежки: Håkon Sigurdsson), (ок.935-ок. 995) е син на Сигурд Хоконсон, влиятелен ярл в областта Ладе. След смъртта на Харалд II Сивия плащ през 970 г., Хокон Ярл управлявал Норвегия като васал на датския крал Харалд Синезъбия, но всъщност до голяма степен водел самостоятелна политика.
В последните години от управлението му имало недоволство от страна на благородниците заради разпуснатия живот, който той водел. Това съвпаднало с връщането в Норвегия на Олаф I Трюгвасон, който бил от рода на първия норвежки крал Харал Прекраснокосия. През 995 г. започнало въстание против Хокон Ярл, който избягал при наложницата си Тора. Един от робите му, изплашен, че ще последва разправа и в желанието си да избегне това, убил Хокон и поднесъл отрязаната му глава на Олаф Трюгвасон. Това обаче не спасило роба и за предателството си към господаря си той също бил обезглавен като главите на двамата били изложени на показ в знак на победата на Олаф Трюгвасон.